# Casa Tabātabāei
La Casa Tabātabāei (in persiano خانهٔ طباطبایی‌ها‎, Khāneh-ye Tabātabāeihā) è un'abitazione storica di Kashan, Iran. Venne costruita verso il 1880 per la ricca famiglia Tabatabaei dal mercante di tappeti Seyyed Ja'far Tabatabaei.
Questa residenza è celebre per i raffinati stucchi interni e i rilievi in pietra, nonché per le vetrate e gli specchi. Si compone di quattro cortili, il più grande dei quali ha una vasca con una fontana, diverse pitture murali e include altre caratteristiche classiche dell'architettura residenziale tradizionale persiana, come il Biruni (ossia una zona esterna adibita allo svago e agli ospiti), l'Andaruni (la zona interna dove vivevano i membri della famiglia e il proprietario) e il Khadame (gli alloggi della servitù). Il prodigio di questa abitazione è legato al fatto che nel pomeriggio la luce del sole che filtra dalle finestre colorate irradia bagliori colorati.
La residenza stata progettata da Ustad Ali Maryam, architetto della Casa Borujerdi e il Timcheh Amin od-Dowleh.

## Galleria d'immagini

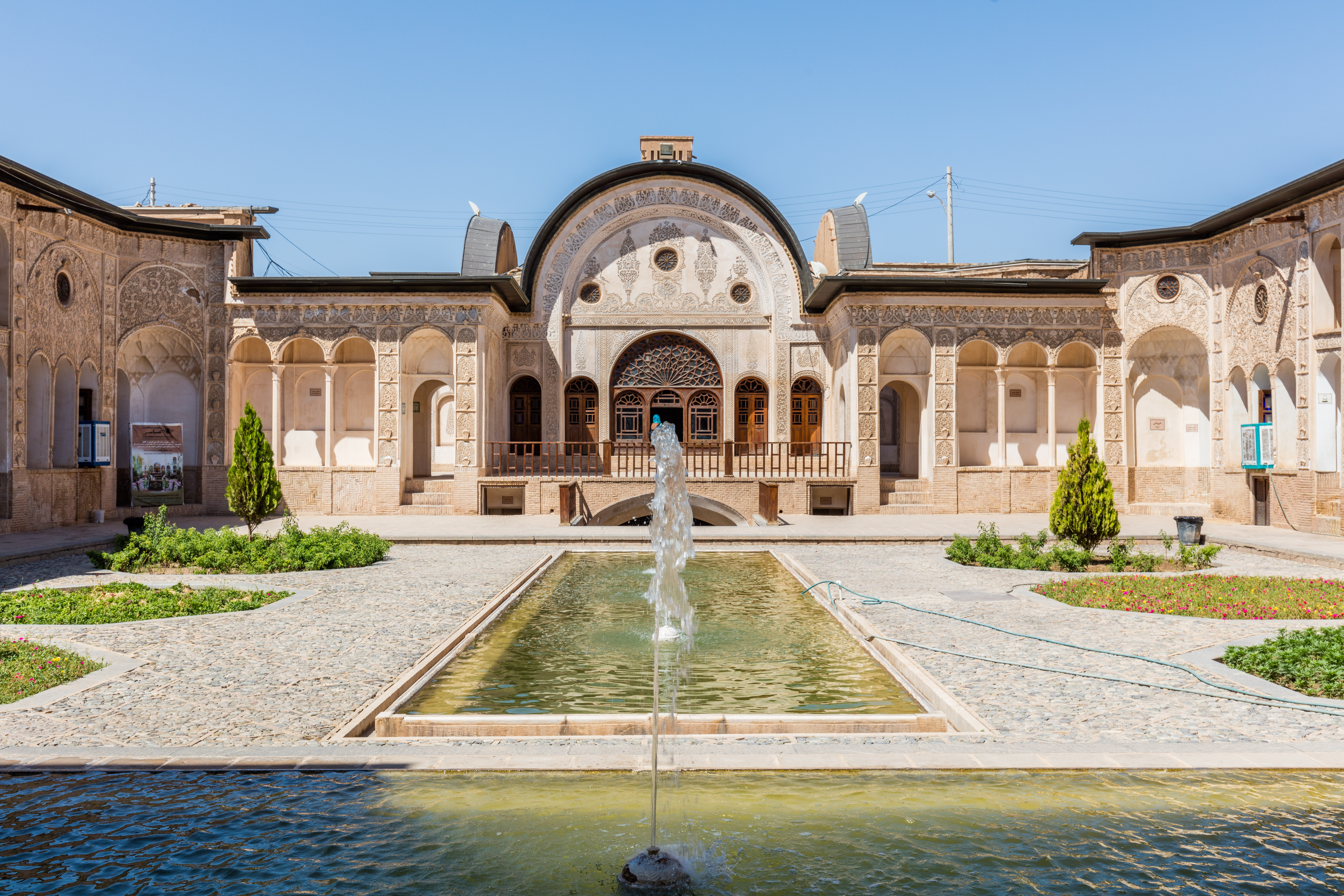
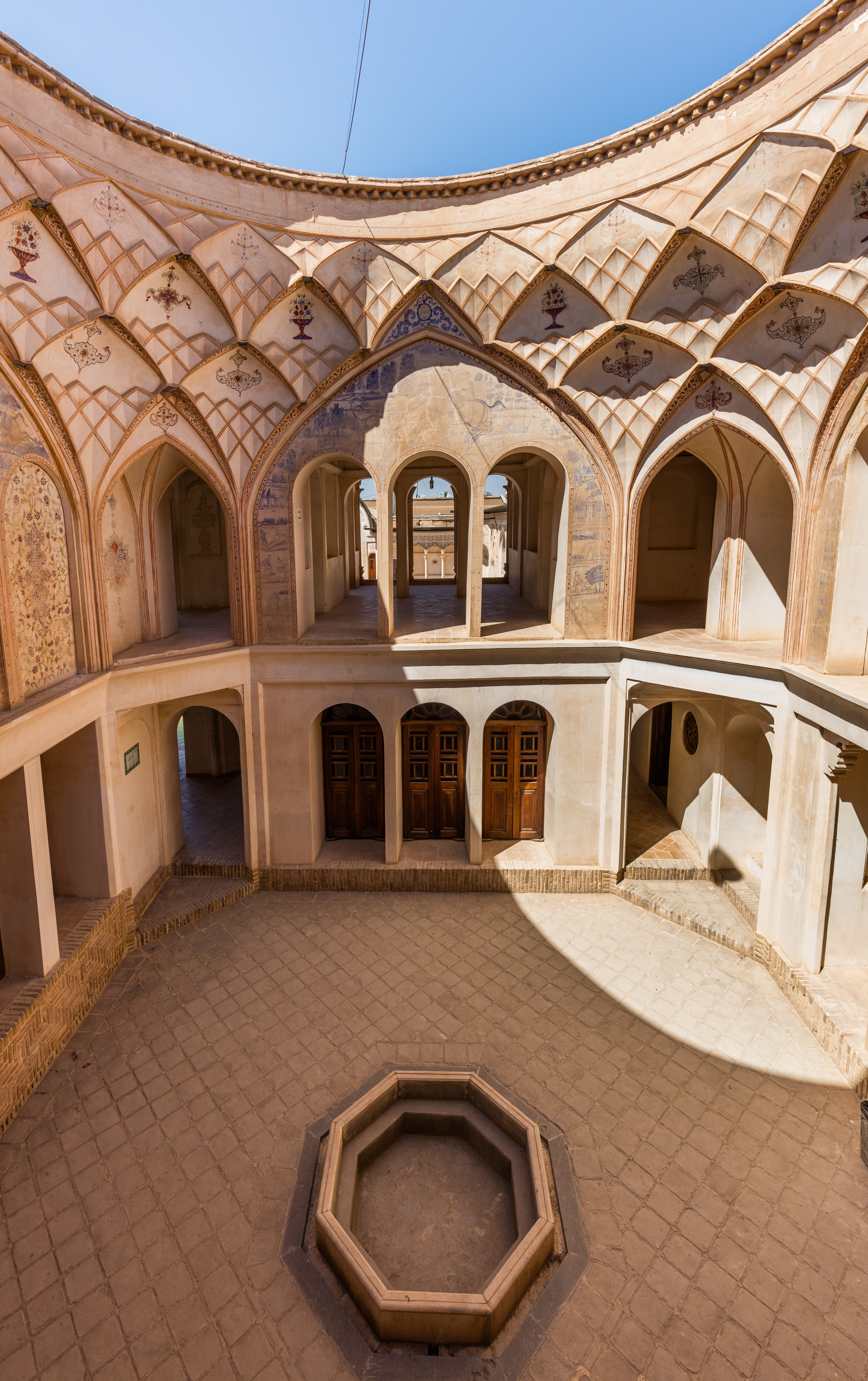
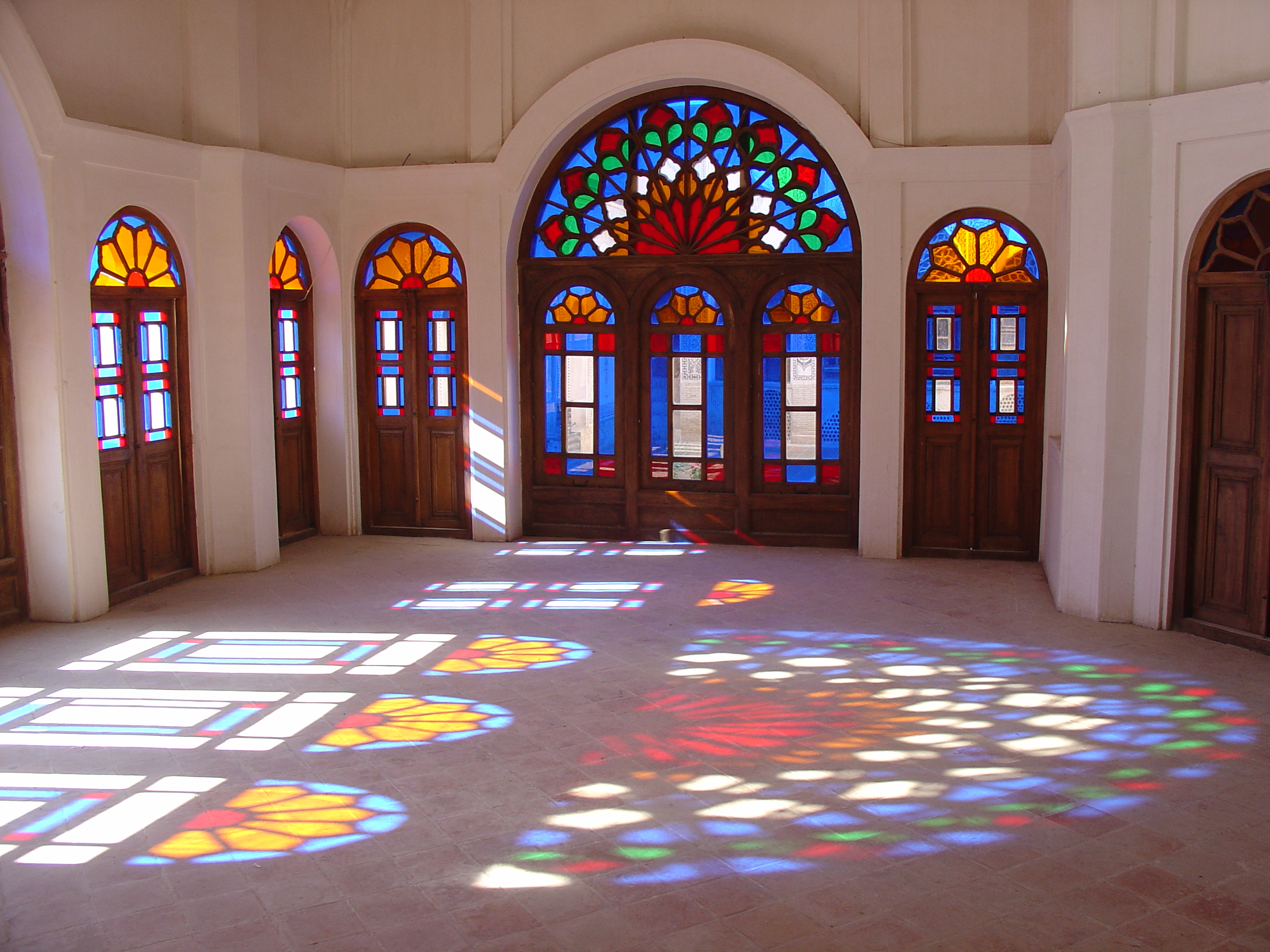
Bagliori colorati delle finestre
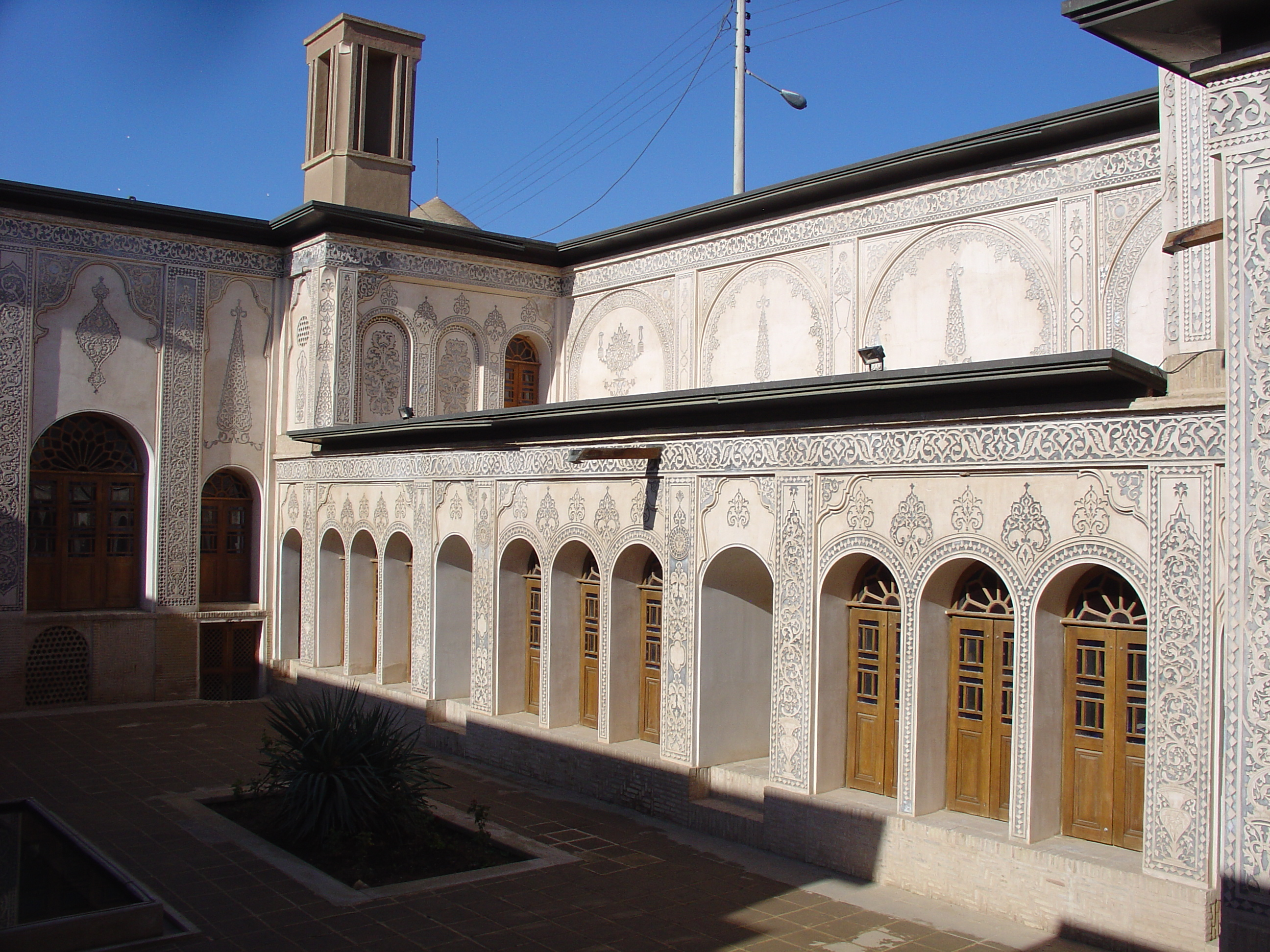
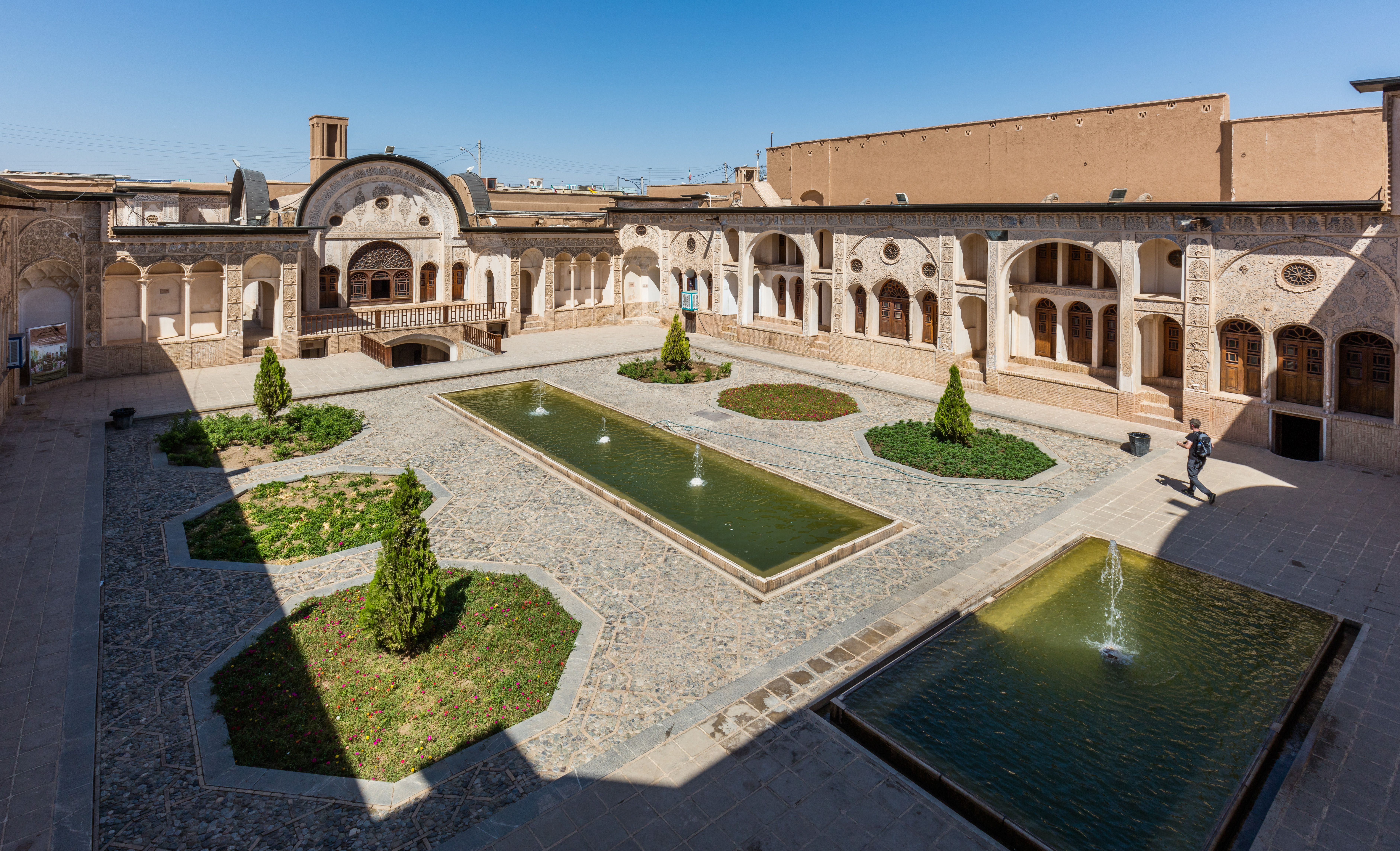
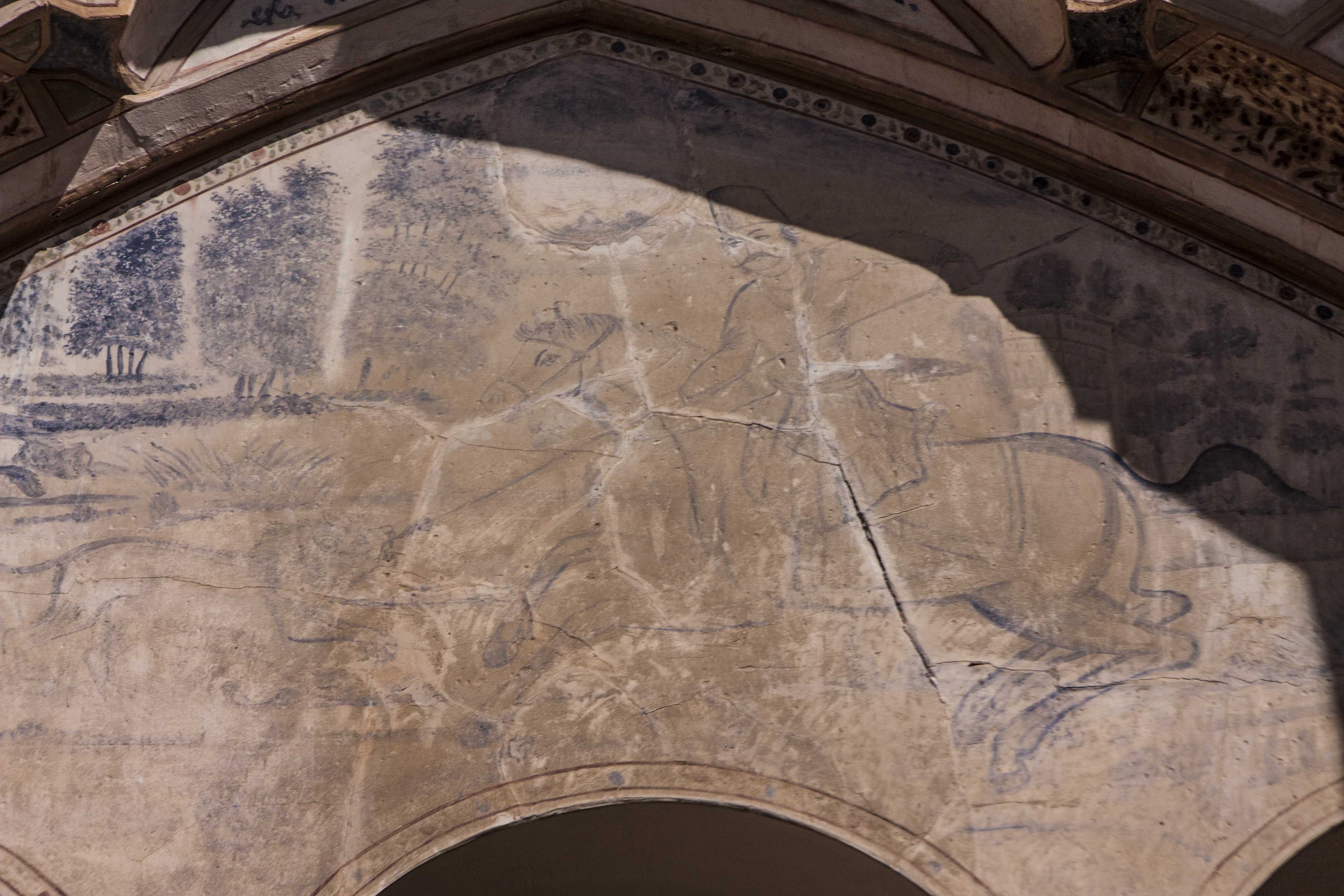
Un affresco
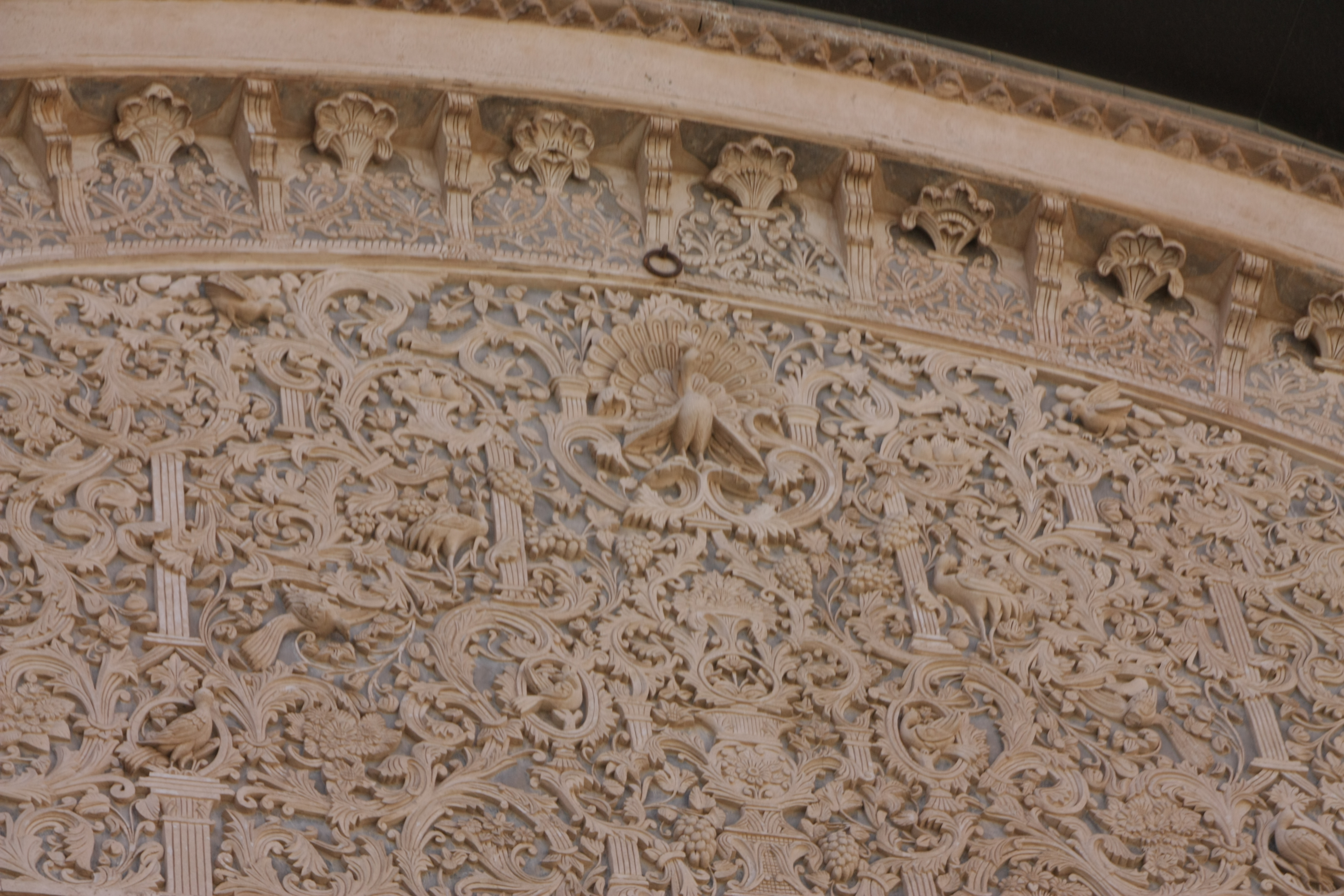
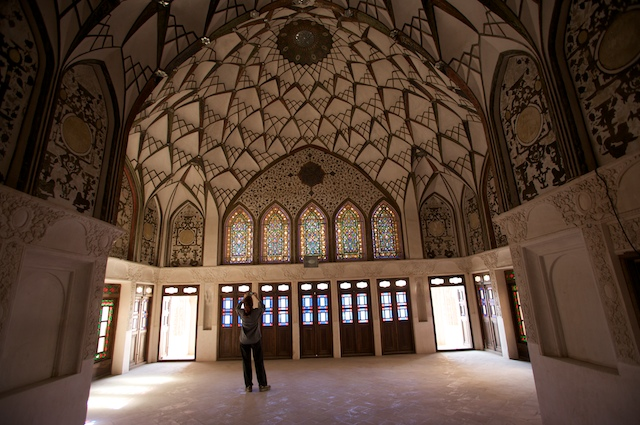